# Schematická značka
Schematická značka je libovolný smluvený symbol používaný v elektrických schématech. V zahraničí se mohou používat odlišné značky.
| Součástka                                 | Zkratka | Schematická značka |
| ----------------------------------------- | ------- | ------------------ |
| Rezistor (odpor) – (IEC)                  | R       |                    |
| Rezistor – (USA a Japonsko)               | R       |                    |
| Kapacita (kondenzátor)                    | C       |                    |
| Proměnný kondenzátor                      | C       |                    |
| Indukčnost (cívka)                        | L       |                    |
| Bipolární tranzistor NPN                  | T       |                    |
| Bipolární tranzistor PNP                  | T       |                    |
| Tranzistor JFET s kanálem P               | T       |                    |
| Tranzistor JFET s kanálem N               | T       |                    |
| Tranzistor MOSFET s vodivým kanálem P     | T       |                    |
| Tranzistor MOSFET s vodivým kanálem N     | T       |                    |
| Tranzistor MOSFET s indukovaným kanálem P | T       |                    |
| Tranzistor MOSFET s indukovaným kanálem N | T       |                    |
| Dioda                                     | D       |                    |
| LED                                       | D       |                    |
| Fotodioda                                 | D       |                    |
| Varikap                                   | D       |                    |
| Operační zesilovač                        | IO, IC  |                    |
| Proměnný rezistor                         | P       |                    |
| Vakuová elektronka – pentoda              | E       |                    |
| Transformátor                             | Tr      |                    |
| Logické hradlo                            |         |                    |